# Équipe de Malte féminine de football
Cet article traite de l'équipe féminine. Pour l'équipe masculine, voir Équipe de Malte de football.
Maillots
L'équipe de Malte féminine de football est l'équipe nationale qui représente Malte dans les compétitions internationales de football féminin. Elle est gérée par la Fédération de Malte de football.
Malte joue son premier match officiel le 10 août 2003 à Bucarest contre la Roumanie dans le cadre des éliminatoires du Championnat d'Europe féminin de football 2005 (défaite 3-0). Les Maltaises n'ont jamais participé à une phase finale de compétition majeure de football féminin, que ce soit le Championnat d'Europe féminin de football, la Coupe du monde ou les Jeux olympiques.

## Classement FIFA
| Année              | 2003 | 2004 | 2005 | 2006 | 2007 | 2008 | 2009 | 2010 | 2011 | 2012 | 2013 | 2014 | 2015 | 2016 | 2017 | 2018 | 2019 | 2020 | 2021 | 2022 | 2023 |
| ------------------ | ---- | ---- | ---- | ---- | ---- | ---- | ---- | ---- | ---- | ---- | ---- | ---- | ---- | ---- | ---- | ---- | ---- | ---- | ---- | ---- | ---- |
| Classement mondial | 98   | 103  | 103  | 113  | 105  | 99   | 86   | 111  | 112  | 104  | 87   | 105  | 107  | 96   | 85   | 101  | 99   | 85   | 95   | 88   | 86   |